# Gran Premio di Gran Bretagna 1966
Il Gran Premio di Gran Bretagna 1966 fu una gara di Formula 1, disputatasi il 16 luglio 1966 sul Circuito di Brands Hatch. Fu la quarta prova del mondiale 1966 e vide la vittoria di Jack Brabham su Brabham-Repco, seguito da Denny Hulme e da Graham Hill.

## Vigilia
Al Gran Premio non parteciparono le Ferrari.

## Qualifiche
| Pos | N. | Pilota         | Costruttore              | Scuderia                    | Tempo  | Distacco |
| --- | -- | -------------- | ------------------------ | --------------------------- | ------ | -------- |
| 1   | 5  | Jack Brabham   | Brabham BT19-Repco       | Brabham Racing Organisation | 1:34.5 | -        |
| 2   | 6  | Denny Hulme    | Brabham BT20-Repco       | Brabham Racing Organisation | 1:34.8 | +0.3     |
| 3   | 16 | Dan Gurney     | EagleT1F-Climax 2,7L     | Anglo American Racers       | 1:35.8 | +1.3     |
| 4   | 3  | Graham Hill    | BRM P261 2L              | Owen Racing Organisation    | 1:36.0 | +1.5     |
| 5   | 1  | Jim Clark      | Lotus 33-Climax 2L       | Team Lotus                  | 1:36.1 | +1.6     |
| 6   | 12 | John Surtees   | Cooper T81-Maserati      | Cooper Car Company          | 1:36.4 | +1.9     |
| 7   | 11 | Jochen Rindt   | Cooper T81-Maserati      | Cooper Car Company          | 1:36.6 | +2.1     |
| 8   | 4  | Jackie Stewart | BRM P261 2L.             | Owen Racing Organisation    | 1:36.9 | +2.4     |
| 9   | 17 | Mike Spence    | Lotus 25/33-BRM          | Reg Parnell Racing          | 1:37.3 | +2.8     |
| 10  | 21 | Bob Anderson   | Brabham BT11-Climax 2,7L | DW Racing Entreprises       | 1:37.5 | +3.0     |
| 11  | 20 | Jo Siffert     | CooperT81-Maserati       | RRC Walker Racing Team      | 1:38.0 | +3.5     |
| 12  | 7  | Chris Irwin    | Brabham BT22-Climax      | Brabham Racing Organisation | 1:38.1 | +3.6     |
| 13  | 14 | Bruce McLaren  | McLaren M2B-Serenissima  | Bruce McLaren Motor Racing  | 1:38.5 | +4.0     |
| 14  | 25 | Bob Bondurant  | BRM P261 2L              | Team Chamaco-Collect        | 1:38.9 | +4.4     |
| 15  | 18 | Jo Bonnier     | Brabham BT7-Climax       | Joakim Bonnier Racing Team  | 1:39.3 | +4.8     |
| 16  | 22 | John Taylor    | Brabham BT11-BRM 2L      | David Bridges               | 1:40.0 | +5.5     |
| 17  | 19 | Guy Ligier     | Cooper T81-Maserati      | Privato                     | 1:41.4 | +6.9     |
| 18  | 23 | Trevor Taylor  | Shannon FPE-Climax V8    | Shannon Racing Cars         | 1:41.6 | +7.1     |
| 19  | 24 | Chris Lawrence | Cooper T73-Ferrari       | J A Pearce Engineering      | 1:43.8 | +9.3     |
| 20  | 2  | Peter Arundell | Lotus 33-BRM             | Team Lotus                  | 1:54.3 | +19.8    |

## Gara
| Pos | N. | Pilota         | Costruttore/Motore       | Giri | Tempo/Ritiro     | Griglia | Punti |
| --- | -- | -------------- | ------------------------ | ---- | ---------------- | ------- | ----- |
| 1   | 5  | Jack Brabham   | Brabham BT19-Repco       | 80   | 2:13:13.4        | 1       | 9     |
| 2   | 6  | Denny Hulme    | Brabham BT20-Repco       | 80   | + 9.6            | 2       | 6     |
| 3   | 3  | Graham Hill    | BRM P261 2L              | 79   | + 1 Giro         | 4       | 4     |
| 4   | 1  | Jim Clark      | Lotus 33-Climax 2L       | 79   | + 1 Giro         | 5       | 3     |
| 5   | 11 | Jochen Rindt   | Cooper T81-Maserati      | 79   | + 1 Giro         | 7       | 2     |
| 6   | 14 | Bruce McLaren  | McLaren M2B-Serenissima  | 78   | + 2 Giri         | 13      | 1     |
| 7   | 7  | Chris Irwin    | Brabham BT22-Climax      | 78   | + 2 Giri         | 12      |       |
| 8   | 22 | John Taylor    | Brabham BT11-BRM 2L      | 76   | + 4 Giri         | 16      |       |
| 9   | 25 | Bob Bondurant  | BRM P261 2L              | 76   | + 4 Giri         | 14      |       |
| 10  | 19 | Guy Ligier     | Cooper T81-Maserati      | 75   | + 5 Giri         | 17      |       |
| 11  | 24 | Chris Lawrence | Cooper T73-Ferrari       | 73   | + 7 Giri         | 19      |       |
| NC  | 21 | Bob Anderson   | Brabham BT11-Climax 2,7L | 70   | Non classificato | 10      |       |
| NC  | 20 | Jo Siffert     | CooperT81-Maserati       | 70   | Non classificato | 11      |       |
| Ret | 12 | John Surtees   | Cooper T81-Maserati      | 67   | Trasmissione     | 6       |       |
| Ret | 18 | Jo Bonnier     | Brabham BT7-Climax       | 42   | Frizione         | 15      |       |
| Ret | 2  | Peter Arundell | Lotus 33-BRM             | 32   | Cambio           | 20      |       |
| Ret | 4  | Jackie Stewart | BRM P261 2L.             | 17   | Motore           | 8       |       |
| Ret | 17 | Mike Spence    | Lotus 25/33-BRM          | 15   | Oil Leak         | 9       |       |
| Ret | 16 | Dan Gurney     | EagleT1F-Climax 2,7L     | 9    | Motore           | 3       |       |
| Ret | 23 | Trevor Taylor  | Shannon FPE-Climax V8    | 0    | Motore           | 18      |       |

## Statistiche

### Piloti
- 9ª vittoria per Jack Brabham
- 1º Gran Premio per Chris Lawrence e Chris Irwin
- Ultimo Gran Premio per Trevor Taylor

### Costruttori
- 4° vittoria per la Brabham
- 20° podio per la Brabham
- 1° e unico Gran Premio per la Shannon

### Motori
- 2ª vittoria per il motore Repco
- 1° pole position per il motore Repco
- 1º giro più veloce per il motore Repco

### Giri al comando
- Jack Brabham (1-80)

## Classifiche Mondiali

### Piloti
| Pos | Pilota          | Punti |
| --- | --------------- | ----- |
| 1   | Jack Brabham    | 21    |
| 2   | Jochen Rindt    | 11    |
| 3   | Lorenzo Bandini | 10    |
|     | Denny Hulme     | 10    |
| 5   | Jackie Stewart  | 9     |
|     | John Surtees    | 9     |
| 7   | Graham Hill     | 8     |
| 8   | Mike Parkes     | 6     |
|     | Denny Hulme     | 4     |
| 9   | Bob Bondurant   | 3     |
|     | Jim Clark       | 3     |
| 11  | Richie Ginther  | 2     |
|     | Dan Gurney      | 2     |
| 13  | John Taylor     | 1     |
|     | Bruce McLaren   | 1     |

### Costruttori
| Pos | Costruttore         | Punti |
| --- | ------------------- | ----- |
| 1   | Brabham-Repco       | 21    |
|     | Ferrari             | 21    |
| 3   | BRM                 | 13    |
| 4   | Cooper-Maserati     | 11    |
| 5   | Lotus-Climax        | 3     |
| 6   | Eagle-Climax        | 2     |
| 7   | Brabham-BRM         | 1     |
|     | McLaren-Serenissima | 1     |